# Vaso Fonthill

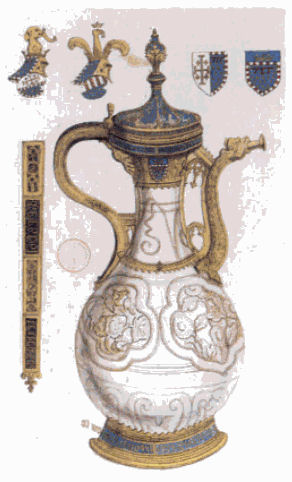
Vaso Fonthill illustrato da Barthélemy Remy, cameriere e collaboratore di François Roger de Gaignières, 1713. Nel disegno è presente lo stemma di Luigi il Grande d'Ungheria

Il vaso Fonthill, chiamato anche vaso Gaignières-Fonthill è un vaso in porcellana Qingbai bianco-bluastra datato 1300-1340 d.C. È noto per essere il primo oggetto di porcellana cinese ad aver raggiunto l'Europa di cui si hanno notizie certe. Oggi è conservato presso il Museo Nazionale d'Irlanda, dove è arrivato nel 1882, e dal 2018 è inserito nella mostra permanente Curator's Choice nella sezione arti decorative e storia del museo, ospitata nella Caserma Collins di Dublino.

## Nome
Prende il nome con cui è comunemente conosciuto da Fonthill Abbey, residenza di uno dei suoi molti proprietari, William Beckford. Talora viene chiamato vaso Gaignières-Fonthill, affiancando al nome della magione inglese quello di François Roger de Gaignières che lo descrisse e lo fece ritrarre da Barthélemy Remy nel 1713.

## Descrizione
Il vaso è in porcellana di Jingdezhen e risale agli ultimi anni della produzione di ceramiche Qingbai bianco-bluastre a Jingdezhen, prima che fossero soppiantate dalla nuova porcellana blu e bianca, la cui produzione si è affermata a partire dal 1320. Si tratta di un vaso con una decorazione insolita, applicata in rilievo nei medaglioni, nel consueto smalto monocromatico bianco-bluastro tipico del Qingbai.

## Storia
Quando il vaso è arrivato in Europa era probabilmente quasi nuovo; dopo il suo arrivo la storia del vaso può essere in gran parte documentata.
Il vaso faceva parte della collezione di Luigi il Grande d'Ungheria. Due sono le ipotesi sul suo arrivo alla corte ungherese: la prima è che Luigi II lo abbia ricevuto in dono da un'ambasciata cinese che si stava recando in visita a papa Benedetto XII nel 1338; altre fonti ipotizzano che a portare il vaso in Europa sia stato il missionario francescano Giovanni de' Marignolli il quale, dopo un lungo soggiorno in Cina, era vissuto tra il 1353 e il 1354 a Praga in qualità di cappellano di corte del futuro imperatore Carlo IV di Lussemburgo. Solo successivamente, il manufatto sarebbe arrivato alla corte ungherese. Nel 1381 Luigi lo donò a Carlo III di Napoli.
Sul vaso vennero montate una base e un manico corredato di coperchio, entrambi d'argento, trasformando il vaso in una brocca, secondo alcune ipotesi già negli anni in cui si trovava in Ungheria, secondo altre all'inizio del XV secolo per volontà di Giovanna II di Napoli.
Ad inizio del XVIII secolo era in Francia, nella collezione del Gran Delfino, figlio di Luigi XIV. Dopo la morte di quest'ultimo nel 1711, e prima del 1713 il vaso era passato nelle mani di François Lefebvre de Caumartin: fu infatti nel 1713 che questi fece descrivere il vaso da François Roger de Gaignières; la descrizione era corredata da un'illustrazione di Barthélemy Remy.
Per qualche tempo non se ne ebbero più notizie. Agli inizi del XIX secolo era in possesso di William Beckford che lo conservava a Fonthill Abbey, da cui prese il nome; l'edificio e il vaso furono venduti a John Farquhar nel 1822.
Dopo il 1822 nuovamente, per alcuni decenni del vaso non si hanno notizie, ma certamente le montature in argento furono rimosse nel corso del XIX secolo. Fu acquistato dal Museo Nazionale d'Irlanda per circa £ 28 nel 1882, ma fu solo nel 1961 che Arthur Lane, il curatore della sezione di ceramica del Victoria and Albert Museum di Londra, ricollegò il vaso alla sua storia precedente, confrontandolo con una riproduzione dell'illustrazione di Remy pubblicata in Francia nel 1897.
Si sa che Giovanni di Valois, duca di Berry aveva un vaso di porcellana cinese simile nella sua collezione quando morì nel 1416, anche se non si sa come ne era entrato in possesso. Ciò indica che il vaso Gaignieres-Fonthill non era l'unico esemplare del suo genere in Europa all'epoca.
Questi vasi testimoniano dunque come ci fossero scambi tra Cina ed Europa durante il Medioevo.